# Stella Polaris (musikfestival)
Stella Polaris er verdens største gratis elektroniske downtempo festival, som hvert år afholdes i grønne områder i flere danske byer. Festivalen, som er et en-dagsarrangement, turnerer rundt i hele Danmark, og finder hvert år sted i begyndelsen af august. De optrædende er både danske og internationale kunstnere. Nogle gange optræder også musikere inden for andre genrer. Eksempelvis Lydmor, Laid Back og Kelela. 

## Historie
Stella Polaris er stiftet af Kalle Bremer og Nicka Kirstejn og har eksisteret siden 1997, hvor eventet for første gang blev afholdt. Det foregik i Vennelystparken i Aarhus med et enkelt fadølsanlæg, en dj-pult og et pavillontelt fra Silvan. I 2001 var festivalen for første gang i København. Siden da har festivalen været afholdt i Odense, Aalborg og Esbjerg. I 2015 er festivalen at finde i Kolding, Sønderborg, Aarhus og København. 